# Horst Schirmer
Horst Rudolf Schirmer (* 26. Juli 1933 in Berlin; † 9. Dezember 2020 in Bonn) war ein deutscher Jurist und Diplomat. Er war von 1986 bis 1990 Deutscher Botschafter in Uruguay und von 1993 bis 1997 Ständiger Vertreter der Bundesrepublik Deutschland beim Europarat.

## Leben
Horst Schirmer war katholisch, Sohn von Hildegard Schirmer, geborene Wiemann, und des Rechtsanwalts Wolfgang Schirmer. Er nahm 1953 ein Studium der Rechts- und Staatswissenschaften an der Universität zu Köln auf. 1954 wurde er Mitglied des damals in Köln und Aachen ansässigen Corps Silesia Breslau. 1957 bestand er das Erste Staatsexamen. Nach dem juristischen Vorbereitungsdienst legte er das Zweite Staatsexamen ab. 1961 wurde er zum Dr. iur. promoviert.
Er trat 1961 als Assessor in den Dienst des Auswärtigen Amtes. absolvierte 1963 die Prüfung für den höheren auswärtigen Dienst und war bis 1979 als Diplomat in Dublin, Madrid, Mexiko-Stadt und Genf tätig. Er war Vortragender Legationsrat I. Klasse. Von 1979 bis 1985 war er Vorstandsmitglied der Inter Nationes (e. V.) mit Sitz in Bonn. 1986 folgte seine Akkreditierung als Botschafter  an der Deutschen Botschaft Montevideo. Von 1990 bis 1993 war er als Ministerialdirigent stellvertretender Leiter der Kulturabteilung im Auswärtigen Amt und von 1993 bis 1997 Ständiger Vertreter der Bundesrepublik Deutschland beim Europarat in Straßburg. Daneben war er von 1991 bis 1995 Vorstandsmitglied des Institutes für Auslandsbeziehungen in Stuttgart und von 1992 bis 1997 Mitglied der RIAS Berlin Kommission. Seit seinem Eintritt in den Ruhestand betätigt er sich als Rechtsanwalt in Sasbachwalden und Röttgen (Bonn). Horst Schirmer war ab 1961 mit Gudrun Schirmer, geborene Michelly, verheiratet und bekam zwei Töchter (Katrin und Bettina).

## Ehrungen
- Sankt-Olav-Orden, Ritterkreuz 1. Klasse
- Ordre national du Mérite, Offizierkreuz
- Zivilverdienstorden (Spanien), Offizierkreuz